# Helios Airways
Helios Airways var ett lågprisflygbolag som hade reguljära och charterflygningar mellan Cypern och flera europeiska destinationer. Huvudbasen låg på Larnacas internationella flygplats. Den 6 november 2006 ställdes alla flygningar in och banktillgångarna frös av det cypriotiska parlamentet.

## Historia
Flygbolaget etablerade sig som "Helios Airways" den 23 september 1998 och var det första självständiga privata flygbolaget någonsin på Cypern. Den 15 maj 2000 skedde den första charterflygningen till London Gatwick. Företaget grundades av de tidigare ägarna till TEA, ett företag som leasade ut Boeing 737:or världen över. I början hade företaget endast charterresor och startade sina reguljära linjer den 5 april 2001. Helios togs över av Libra Holidays Group i Limassol, Cypern år 2004.
Den 14 mars 2006 sas det att Helios Airways skulle bli αjet och endast satsa på charterflygningar. Som svar på ryktena bekräftade αjet den 30 oktober 2006 att inga flygningar skulle ske på en period om 90 dagar. Under tiden krävde den cypriotiska regeringen att räntor skulle betalas tillbaka omedelbart. Den 31 oktober 2006 bekräftades det att flygbolaget skulle upphöra direkt. Den 11 november skrevs det på företagets webbplats att Cyperns regering "Olagligt hade frusit αjets tillgångar och fasthållit deras plan". 
Alla αjetflygningar ställdes in från och med den 1 november 2006 och större delarna av linjerna togs över av XL Airways, ett brittiskt charterbolag. Enligt ägarna, Libra Holidays, togs beslutet att lägga ner företaget på grund av dåliga finansieringsresultat och pressen från borgenärer.

## Incidenter och olyckor
- 20 december 2004: Helios Boeing 737-300 registrerad som 5B-DBY förlorade kabintryck på en flygning från Warszawa. Tre personer fördes till sjukhus när planet landat i Larnaca, Cypern.
- 14 augusti 2005: Helios Flight 522, samma flygplan, havererade vid en flygning mellan Larnaca och Athen. Olyckan krävde 121 människor ombord.

## Flotta
I augusti 2006 hade αjet en flotta bestående av följande flygplan:
- 3 Boeing 737-800
- 5B-DBH (mars 2001)
- 5B-DBI (april 2001)
- 5B-DCE (maj 2006